# Breuil-le-Sec
 Breuil-le-Sec  là một xã thuộc tỉnh Oise trong vùng Hauts-de-France tây bắc nước Pháp. Xã này nằm ở khu vực có độ cao trung bình 61 mét trên mực nước biển.